# Let's Love (David Guetta & Sia)
Let's Love is een nummer uit 2020 van de Franse dj David Guetta en de Australische zangeres Sia. 

## Achtergrond
"Let's Love" is de zesde single die Guetta en Sia samen uitbrengen. Het nummer doet denken aan de new wave uit de jaren '80. Guetta en Sia haalden hun inspiratie voor de melodie van het nummer uit Love Is a Battlefield van Pat Benatar. Beiden hadden namelijk een zwak voor dit nummer. Het nummer ging in première op TikTok. De reacties waren lovend. Guetta liet eerder al weten dat hij trots is op de track. "Ik ben zo blij en opgewonden om weer met Sia samen te werken en deze sneak preview voor onze fans op TikTok te delen. Ik kan niet wachten om je eigen creaties op onze muziek te zien. Geniet van de sfeer en Let's Love samen!", aldus Guetta. Dat was meteen het startschot voor #LetsLove Challenge. Hiermee hoopt Guetta op net zo’n grote hype als bij onder andere Savage Love (Laxed – Siren Beat) van Jawsh 685 en Jason Derulo.

## Hitnoteringen
"Let's Love" had in Frankrijk met een 61e positie niet heel veel succes. In het Nederlandse taalgebied werd het nummer daarentegen wel een hit, met een 7e positie in de Nederlandse Top 40 en een 15e in de Vlaamse Ultratop 50.

## Andere uitvoeringen
- Romy Monteiro zong het in de tweede uitzending van de talkshow Matthijs Draait Door (opvolger van De Wereld Draait Door).